# Associação Atlética Flamengo
Associação Atlética Flamengo, também conhecido como Flamengo de Guarulhos ou Flamengo-SP é um clube de futebol da cidade de Guarulhos, região metropolitana do estado de São Paulo. Foi fundado em 1º de junho de 1954, suas cores são vermelho e preto e seu mascote é o corvo.

## História
Fundado no dia 1º de julho de 1954 por uma carioca chamada Guiomar Pereira Xavier, o Flamengo de Guarulhos foi durante mais de 20 anos, como amador, uma das forças do Campeonato Guarulhense de Futebol. Entre 1969 e 1977, a equipe foi heptacampeã do torneio. Os bons resultados levaram a diretoria do clube a filiar-se à Federação Paulista de Futebol.
A estreia no profissionalismo aconteceu na quinta divisão, em 1979. No ano seguinte, esta categoria foi extinta e o Flamengo disputou a terceira divisão. Não conseguindo o acesso, o clube licenciou-se e voltou ao amadorismo.
A década 1980 ficou marcada pela construção do estádio do Flamengo, o Antonio Soares de Oliveira, cujo nome é uma homenagem a um ex-presidente da Liga Guarulhense de Futebol. Na década de 1990, mais precisamente entre 1994 e 1997, o time rubro-negro somou mais quatro títulos municipais e, entre as conquistas, em 1996, foi campeão amador do Estado de São Paulo.
Em 1998, o clube voltou definitivamente ao profissionalismo, disputando a Série B2 (atual Segunda Divisão, que equivale a quinta divisão). O clube fez uma boa campanha, mas não conseguiu o acesso. Já em 1999, foi campeão paulista da Série B2, o que também garantiu o acesso à Série B1 (equivalente à atual Série A4). Em 2000, o Flamengo obteve sucesso mais uma vez, conquistando o título e o acesso para a Série A3.
Em 2001, a equipe disputou a Série A3 do Campeonato Paulista e terminou em quinto lugar. A criação do Torneio Rio-São Paulo no ano seguinte possibilitou que esta colocação garantisse uma vaga na Série A2 do Campeonato Paulista de 2002. Nesta competição, o Flamengo fez boa campanha e foi eliminado pela Associação Atlética Francana nas semifinais, deixando escapar, por pouco, o acesso à elite do futebol paulista.
O ano de 2003 foi especial para o time, que viajou para o Líbano, onde realizou um amistoso na capital, Beirute. O adversário foi o Nejmeh e o placar da partida foi 3 a 0 para os brasileiros. O destaque do jogo foi o atacante tetracampeão mundial pela Seleção Brasileira, Bebeto. O jogador atuou um tempo em cada equipe.
Em 2004, o Flamengo, ainda disputando Série A2 do Campeonato Paulista, mais uma vez bateu na trave: chegou à fase final da competição após campanha impecável, mas terminou em último no quadrangular final que também incluía a Internacional de Limeira, o Botafogo de Ribeirão Preto e o Clube Atlético Taquaritinga.
Em 2005, mais um fato histórico para o clube de Guarulhos. A equipe sub-13 foi convidada para participar de um torneio comemorativo à Copa do Mundo de 2002, que ocorreu na Coréia do Sul e no Japão. Apesar de não conquistar o título, o rubro-negro teve um grande desempenho. O ponto negativo do ano foi o rebaixamento na Série A2 do Campeonato Paulista.
Em 2008, após três anos de disputa na Série A3, o clube sagrou-se campeão contra o São Bernardo e conseguiu retornar à Série A2 do Campeonato Paulista. Após um começo conturbado na A2, venceu várias em sequência e garantiu uma vaga na fase final, mas novamente bateu na trave e não conseguiu o acesso num grupo que contava com Monte Azul, Rio Claro e Taquaritinga. No ano seguinte, acabou retornando ao terceiro escalão do futebol paulista após apresentar um péssimo desempenho (2 vitórias em 19 partidas).
De volta à Série A3, disputou o quadrangular semifinal em 2011, mas ficou longe do acesso e lutou contra o rebaixamento em 2012, evitando a queda somente nos critérios de desempate. Já em 2013, após fazer a segunda melhor campanha da primeira fase, chegou à fase seguinte como um dos favoritos ao acesso, mas sucumbiu nos minutos finais da última rodada.
Novamente em 2014, a meta não foi alcançada, já que o Rubro-Negro de Guarulhos não se classificou entre os oito melhores da primeira fase, e acabou eliminado. O Flamengo somou 25 pontos e assegurou a décima melhor campanha entre as 20 equipes participantes do torneio.
Em 2015, a equipe obteve um rendimento pior ainda, no 13º lugar, e distante da zona de classificação para a fase seguinte, garantindo a permanência na divisão e a disputa da Série A3 em 2016, pela sexta vez consecutiva.
Em 2016, o Flamengo fez uma das melhores campanhas da história da primeira fase da Série A3, finalizando em primeiro lugar com apenas 1 derrota em 19 jogos. Na segunda fase, não foi mal e conquistou um suado segundo lugar num grupo que contava com Sertãozinho, Nacional e Matonense, o que deveria ser suficiente para o acesso. Contudo, a Federação Paulista de Futebol havia determinado que apenas duas equipes subiriam de divisão em vez das quatro usuais a partir de 2016, fazendo com o que a equipe amargasse mais um ano na Série A3.
Em 2017, a conta chegou: fez uma campanha instável e mesmo após uma vitória sobre o Marília e o empate do Grêmio Osasco diante da Portuguesa Santista, não foi possível evitar o rebaixamento para o quarto escalão do futebol paulista.
Em 2018, no retorno à Segunda Divisão do Campeonato Paulista, o Flamengo chegou à terceira fase e venceu as duas primeiras partidas contra Comercial e Francana, mas desperdiçou a chance de se classificar para as semifinais depois de somar apenas um ponto nas quatro rodadas seguintes.
Pela disputa da Segunda Divisão de 2019, o clube novamente ficou a um passo do acesso, porém foi eliminado pelo Paulista nas semifinais da competição.
Em 2020, a equipe sequer passou da primeira fase após uma série de resultados decepcionantes. Em 2021 e 2022, o time novamente voltou a figurar entre as melhores equipes do campeonato, fazendo campanhas seguras nas fases iniciais, mas novamente deixou a Série A3 escapar ao ser eliminado nas quartas pelo Grêmio Prudente duas vezes seguidas.
Em 2023, com grande expectativa, esperava-se que o clube seria promovido, porém, o clube fez má campanha na segunda fase e, após uma derrota de 2 a 0 para o União São João, foi rebaixado para a quinta divisão do futebol paulista, piorando uma situação que já era desagradável.

## Símbolos

### Escudo
| Evolução do Escudo da Associação Atlética Flamengo | Evolução do Escudo da Associação Atlética Flamengo | Evolução do Escudo da Associação Atlética Flamengo | Evolução do Escudo da Associação Atlética Flamengo | Evolução do Escudo da Associação Atlética Flamengo | Evolução do Escudo da Associação Atlética Flamengo | Evolução do Escudo da Associação Atlética Flamengo | Evolução do Escudo da Associação Atlética Flamengo |
| Anteriores                                         | Anteriores                                         | Atual (2021–presente)                              |                                                    |                                                    |                                                    |                                                    |                                                    |
| -------------------------------------------------- | -------------------------------------------------- | -------------------------------------------------- | -------------------------------------------------- | -------------------------------------------------- | -------------------------------------------------- | -------------------------------------------------- | -------------------------------------------------- |

### Mascote
Se as cores e o nome são idênticos, com a equipe do Rio de Janeiro. Haveria de existir para o rubro-negro de Guarulhos alguma diferença em relação ao clube inspirador. Em vez do “urubu” do Flamengo carioca, o de Guarulhos preferiu o “corvo” como mascote.

## Rivalidades

### Derby Guarulhense
O arquirrival do Flamengo é o outro clube da cidade: o Guarulhos. Além do Guarulhos, o Flamengo também rivaliza com a equipe do São José-SP. e a equipe do Paulista de Jundiaí, clube este, que foi determinado pelo Ministerio Publico a terem partidas com Torcidas únicas, devido aos ultimos Incidentes pelas Torcidas de ambos os Clubes

## Títulos
- Campeonato Paulista - Série A3 - 2008
- Campeonato Paulista - Série A4 - 2000
- Campeonato Paulista - Segunda Divisão - 1999

### Outras conquistas
- Copa Paulista Amadora: 1992.
- Campeonato Amador Municipal de Guarulhos: 7 vezes - 1969, 1970, 1971, 1972, 1973, 1974, 1975.
- Liga Guarulhense de Futebol: 5 vezes - 1983, 1984, 1985, 1986, 1987.
- Campeonato Paulista Amador de Futebol: 1996

### Campanhas de destaque
| DESTAQUES                      | DESTAQUES                                                           |
| Competição                     | Resultados                                                          |
| ------------------------------ | ------------------------------------------------------------------- |
| Campeonato Paulista – Série A2 | 3º colocado (2002) 4º colocado (2004) 7º colocado (2009)            |
| Campeonato Paulista – Série A3 | 3º colocado (2001 e 2016) · 5º colocado (2013) · 6º colocado (2011) |
| Campeonato Paulista – Série A4 | 4º colocado (2019) 7º colocado (2018)                               |
| Copa Paulista                  | Quartas de final (2008)                                             |
| Copa Energil C                 | Vice-campeão (2007)                                                 |

| Aumento | Promovido à divisão superior |

## Estatísticas

### Participações
|  | Participações em 2025 |

| Competição | Competição                            | Temporadas | Melhor campanha         | Estreia | Última | A | R |
| São Paulo  | Campeonato Paulista - Série A2        | 6          | 3º colocado (2002)      | 2002    | 2010   | – | 2 |
| São Paulo  | Campeonato Paulista - Série A3        | 12         | Campeão (2008)          | 1980    | 2017   | 2 | 1 |
| São Paulo  | Campeonato Paulista - Série A4        | 7          | Campeão (2000)          | 2000    | 2023   | 1 | 1 |
| São Paulo  | Campeonato Paulista - Segunda Divisão | 5          | Campeão (1999)          | 1979    | 2025   | 1 |   |
| São Paulo  | Copa Paulista                         | 4          | Quartas de final (2008) | 2002    | 2016   |   |   |